# Playa de la Patacona
La playa de la Patacona es una playa de Alboraya, Valencia. Es una playa urbana, prolongación natural de la playa de la Malvarrosa.

## Historia
La Patacona, desde mediados de los años 1990, se ha convertido en una zona residencial; las viviendas se sitúan sobre el antiguo polígono industrial de Vera. Ha experimentado desde entonces un fuerte crecimiento urbano.
Su desarrollo urbanístico fue pensado en un principio para convertir a la zona en un lugar de vacaciones; su proximidad a Valencia y la disponibilidad de todos los servicios, han convertido a La Patacona en una de las áreas más cotizadas de la ciudad, donde cada vez hay más población durante todo el año.

## Descripción
La playa, de arena fina, cuenta con una longitud de 1051 metros y 110 metros de anchura media. Ofrece servicios de vigilancia, Cruz Roja, oficina de turismo, socorrismo y primeros auxilios, WC públicos y aparcamientos.
Destaca por tener un paseo marítimo amplio y situado a pie de playa. Muy frecuentado los fines de semana, es habitual ver a la gente paseando o practicando deporte. Además, cuenta con diversos restaurantes, que ofrecen cocina autóctona, de autor, francesa, italiana y repostería. Por otro lado, en la misma playa hay varios chiringuitos muy frecuentados en los meses de verano.

## Equipamientos y servicios públicos
En la zona de La Patacona destacan los siguientes servicios: centro médico, zonas deportivas, colegios, policía, farmacia, servicio de atención al ciudadano y tiendas de barrio.

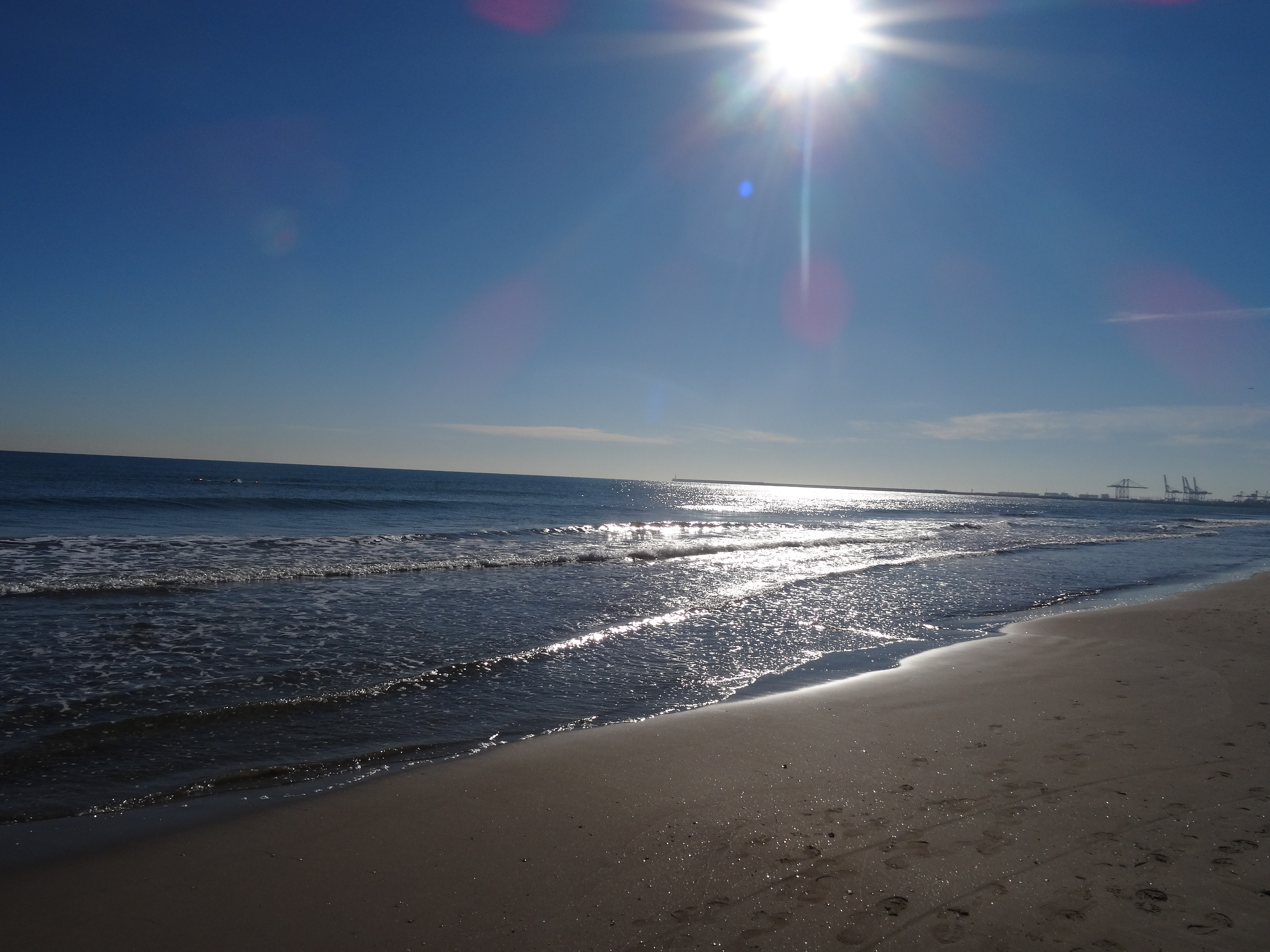
Playa de la Patacona
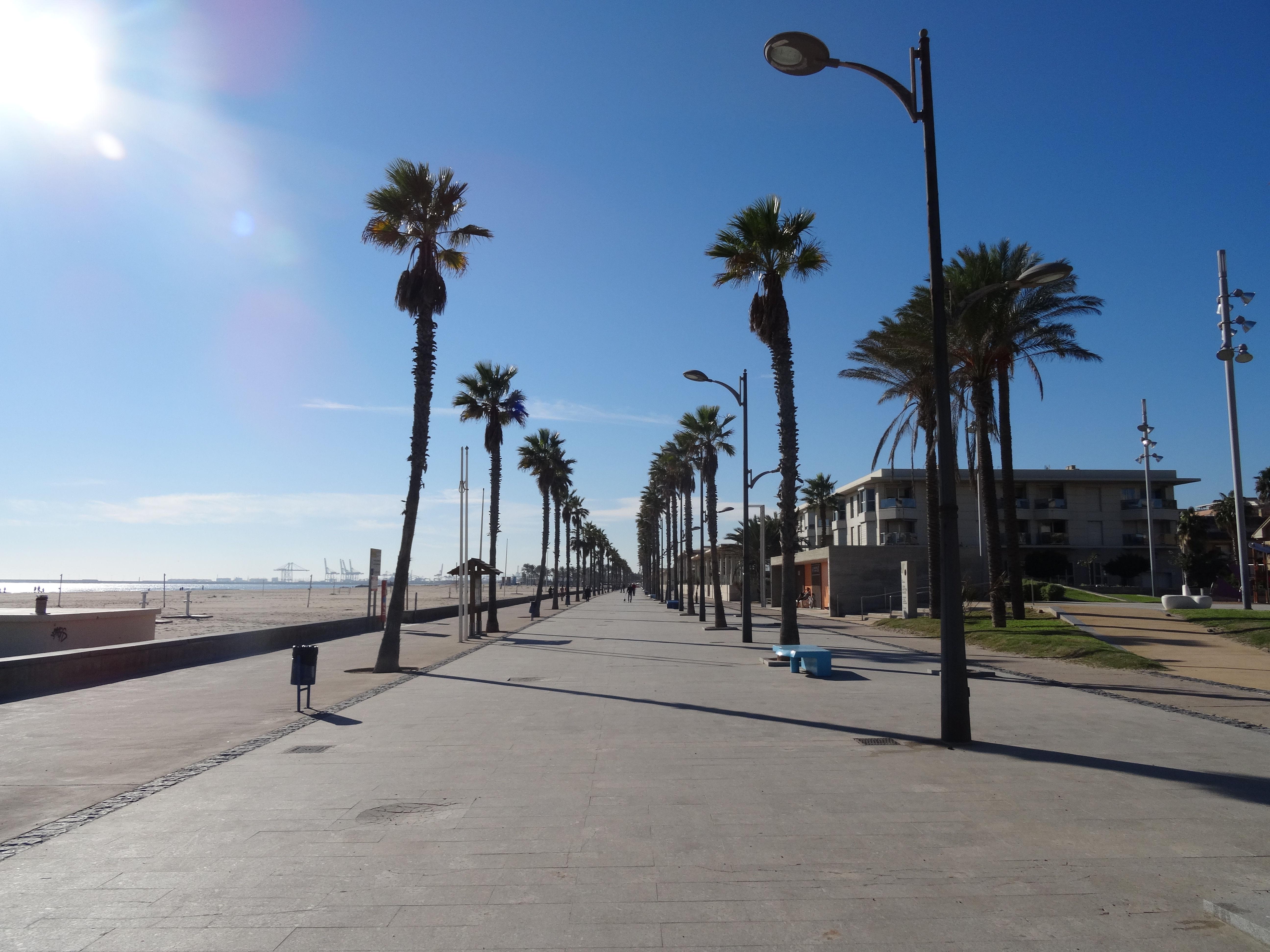
Paseo Marítimo